# Перша громадянська війна в Центральноамериканській федерації
Перша громадянська війна в Центральноамериканській федерації, розпочалася 23 березня 1827, коли президент Федеративної Республіки Центральної Америки Мануель Хосе Арсе зустрівся в битві при Аррацолі з ліберальними силами Сальвадору. Раніше Арсе розпустив Конгрес і Сенат Центральної Америки за порадою лідерів клану Айчінена і спробував розпустити Конгрес і Сенат Центральної Америки створившии унітарну систему в союзі з гватемальськими консерваторами. Через це він залишився без підтримки своєї партії, лібералів .  З цієї громадянської війни в регіоні виникла домінуюча фігура республіки на наступні 10 років, ліберальний генерал Франсіско Морасан, який прославився завдяки своїм численним перемогам над консерваторами.

## Предісторія
З 16-го століття до 1821 року Центральна Америка, крім Панами, формувала Генеральне капітанство Гватемали в Іспанській імперії. 1821 року конгрес центральноамериканських кріоллос у Гватемала-Сіті склав Акт незалежності Центральної Америки, щоб проголосити незалежність регіону від Іспанії, який набув чинності 15 вересня того ж року.  Процес був безкровним і без опору з боку іспанської влади, оскільки генерал-губернатор бригадний генерал Габіно Ґаїнца разом із усіма королівськими губернаторами п’яти провінцій були збережені на посаді як виконавчі повноваження до повного переходу до місцевого управління. З самого здобуття незалежності, в країні точилася відверта боротьба між двома партіями: ліберальними креолами, які хотіли республіканського ладу, і консервативними креолами, які віддавали перевагу іспанському королівському абсолютизму як формі правління.
Перший федеральний конгрес обрав президента Центральноамериканської республіки між двома кандидатами: Мануелем Хосе Арсе і Фагоага та Хосе Сесіліо дель Валле, оскільки, незважаючи на перемогу Валле у народному голосуванні, результат був оскаржений. На той час у Валле виникли розбіжності з деякими видатними консерваторами з клану Айчінена, і вони завадили його приходу до влади після того, як він пішов на компроміс із лібералами та самим Арсе та Фагоага. Арсе був оголошений президентом республіки, а Маріано де Бельтранена був назначений віце-президентом. Однак уже невдовзі після початку його правління ліберальні креоли з провінцій позбавили його підтримки, атакуючи його за його явну перевагу клану Айчінена, який жив у Гватемала-Сіті та безпосередньо впливав на нього.

## Початок війни

### Переворот в Гватемалі
На той час конфлікт між лібералами і консерваторами досяг свого піку. Лібералам вдалося захопити Конгрес і перешкодити роботі Арсе, в той час як він називав їх єретиками не лише в столиці, але й у містах, де релігійний запал був більш автентичним, що допомогло йому отримати підтримку населення.  У Гватемалі тертя між сторонами досягло нестерпної крайності, і стався неминучий розрив між федеральним урядом і урядом штату, очолюваним лібералом Хуаном Баррундіа. Арсе взяв Баррундіа у полон за його нібито участь у змові, яка могла бути було виявлено вчасно, а потім державні органи влади були розпущені, після чого уряд тікає до Кесальтенанго, оскільки вони не були в безпеці в Гватемала-Сіті.

### Війна з Сальвадором
У березні 1827 року президент Сальвадору Маріано Прадо направив війська до Гватемали з наміром захопити столицю Федеративної Республіки та повалити Арсе. Але президент Арсе сам прийняв командування своїми федеральними військами і розбив сальвадорців на світанку 23 березня в Аррацолі. Сальвадорська дивізія була розсіяна, а лідери втекли. Табір був усіяний трупами, полоненими, зброєю, амуніцією та багажем.
Після цих подій президент Арсе на чолі з двотисячним федеральним військам вторгнулися Сальвадор, що стало початком громадянської війни.

### Вторгнення в Гондурас
19 січня він залишив Гватемалу з невеликою армією (200 чоловік), що складалася з 2-го федерального батальйону, щоб вторгнутися в Гондурас, прибувши в Лос-Льянос-де-Санта-Роса. , яку він взяв за наказом захистити тютюнову установу цього міста, яке включало капіталістичне місто та важливі заможні родини. Інший наказ полягав у тому, щоб найняти більше людей, яким не влаштовувала адміністративна посада Еррери, якого було звинувачено в змові з віце-главою держави Сальвадор Маріано Прадо, щоб виступити проти Центральноамериканська Федеративна Республіка. Діонісіо де Еррера послав війська, щоб відбити вторгнення, яке Мілла переміг і просунувся до столиці Гондурасу та розташував свою штаб-квартиру в околицях Комаягуа, взявши місто в облогу.

## Розгром консервативного вторгнення
9 травня Діонісіо Еррера потрапив у полон після чого, капітулював 10 травня 1827 року і був відправлений до Гватемали. Попри це деяким офіцерам і чиновникам вдалося втекти з Комаягуа. Серед них були полковник Реміхіо Діас, Хосе Маркес і Франсіско Морасан, яким вдалося утекти до Тегусігальпи де вони зібрали армію в 300 чоловік і рушили назад до Камаягуа надіючись відбити місто. 29 травня вони розбили передовий загін федеральної армії в битві за фазенду Ла Марадіага, однак йти на зустріч переважаючим силам Мілли не наважилися. Після заняття Тегусігальпи Морасана було піймано, однак пізніше відпущено після того як він виплатив заставу за себе, після чого він утік до Нікарагуа.
В цей же час, 18 травня Арсе був розбитий на підході до Сан-Сальвадору, в битві при Мілінго, втративши 200 убитими. Після цього він був змушений піти на переговори з ліберальним урядом Прадо.
У жовтні Франсіско Морасан,  який командує союзними силами, вторгається в Гондурас. Перше місто Гондурасу, до якого вони прибувають, — Сан-Антоніо-де-Тексігуат який також пропонується на підтримку зі зброєю та людьми. Після цього була створена Армія Охорони Закону, і Морасан вирушив назустріч федеральній армії. 11  листопада Мілла був розгромлений в битві при Ла-Тринідаді, після чого Морасан рушив до Тегусігальпи, щоб взяти її 12 листопада, а 26 числа того ж місяця він прибув до столиці Комаягуа, де він здійснив свій тріумфальний вступ і став главою держави Гондурас.

## Війна в Сальвадорі

### Спроба мирних переговорів
В умовах триваючої громадянської війни Арсе намагався налагодити діалог, що викликало невдоволення гватемальських консерваторів. З цього приводу він намагався налагодити зв’язок з Ісідро Менендесом, якого не любила консервативна фракція через його позицію на користь митрії в Сан-Сальвадорі. Подібним чином через Боніфаціо Паніагуа він зв’язався з самим Дельгадо, який пояснив президенту Арсе, що війна закінчиться, якщо федеральний уряд скличе «Конгрес згідно з базою населення, встановленою в Основній хартії», і не матиме інших повноважень, окрім тих, що надаються згаданим закон.  Ця пропозиція поступилася місцем указу від 5 грудня 1827 р., в якому Арсе втілив прохання монашества, а також заснував збори на 1 березня 1828 р. у Санта-Ані.
Навпаки, політична напруга не зменшилася через тиск лібералів на заступника голови Сальвадора Маріано Прадо, за версією Арсе, який використав Хуана де Діоса Майоргу, щоб знову почати переговори з Дельгадо, щоб той доклав зусиль " з дисидентами не уникати тієї нагоди, щоб увійти в спокій і спокій».  Зрештою, місія Майорги не дійшла згоди через недбалість Прадо та його урядового кабінету, тоді як бої відновилися. Попри все, мирні переговори спробували відновити. Зустріч мала відбутися в Хутіапі, яка не була проведена; хоча відомо, що гватемальські посланці поїхали з інструкціями просити уряд Сальвадору про «видворення (батька) Дельгадо та доктора (Педро) Моліни та всіх гватемальських втікачів, які знайшли притулок у цій провінції».
14 лютого 1828 року Арсе залишив владу та делегував посаду президента віце-президенту Маріано Бельтранена-і-Льяно. Того ж місяця федерали оточили Сан-Сальвадор, хоча вони не змогли його взяти, і з цієї причини вони відійшли до Сан-Мігеля.  Згодом Дельгадо відновив мирні переговори з полковником Мануелем Монтуфаром, і 20 квітня вони зустрілися в будинку Есківеля, розташованому між Мехіканосом і Сан-Сальвадором. Дельгадо в супроводі Хуана Мануеля Родрігеса, провів діалог з федералами в дружній атмосфері, що стало початком офіційних переговорів. Арсе також підтримував листування з Дельгадо з метою встановлення федерального уряду в Сан-Сальвадорі, оскільки Бельтранена відмовився повернути йому владу, оскільки вважав його повернення шкідливим.
Для продовження переговорів Бельтранена призначив своїм представником ліцеїка Мануеля Франциско Павона. 12 червня в тому ж будинку Есківеля був підписаний мирний договір, який отримав саме назву «Угода дому Есківель». Перед тим, як він був підписаний, він був доведений до відома сальвадорської влади самим Дельгадо, який подякував і Павону, і Монтуфару за їхню роботу.
Однак уряд Сальвадору відмовився від договору і навіть звинуватив Дельгадо в тому, що він перевищив свої обов'язки, наклавши на нього загальне зречення, крім іншого наклепу.  Історик Маруре також дійшов висновку, що сальвадорці «втратили все» в договорі. Можливо, така позиція лібералів була мотивована просуванням каудильйо Франциско Моразана з Гондурасу. Коли уряд Сальвадору не ратифікував угоду, Павон остаточно припинив переговори, і військові дії відновилися 22 або 23 червня.

### Облога Сан-Сальвадора і Сальвадорська експедиція Морасана
1 березня 1828 року новоназначений міністр оборони Центральноамериканської федерації Мануель Арсу очолив 2000 армію яка вторглася в Сальвадор, розгромив сальвадорські війська, що складалися з близько 3000 солдатів і очолювані полковником Рафаелем Меріно, у Чалчуапі, Сальвадор. Потім він продовжив шлях до Сан-Сальвадору, де взяв в облогу повстанців і запропонував Сальвадорській асамблеї розпочати мирні переговори. Враховуючи відсутність відповіді, 12 березня він спробував штурм, який зазнав невдачі, тому він продовжив облогу протягом семи місяців і створив генеральний штаб у Мехіканосі.
В чей час Морасан який після перемоги в «Ла-Тринідаді» став лідером ліберального руху і отримав визнання за свої військові здібності по всій Центральній Америц, отримав заклик про допомогу від лібералів у Сальвадорі.  Морасан прийняв виклик, запропонований сальвадорцями; він передав командування Дієго Вігілу як новому главі держави Гондурас і відправився в Тексігуат, де підготував і організував свої війська для Сальвадорської військової кампанії, яка розпочалася у червні 1828 року коли Морасан попрямував до Сальвадору з силою в 1400 чоловік.
Поки сальвадорська армія воювала з федеральними силами в Сан-Сальвадорі, Морасан розташувався у східній частині штату. 6 липня Морасан завдав поразки військам полковника Вісенте Домінгеса біля фазенди Ель-Гуальчо. 10 липня він також розгромив в околицях Сан-Мігеля підкріплення, відправлені Арсу. Після цього генерал Арсу який командував федеральною армією в Сальвадорі, сам вирушив на зустріч з армією Морасана. 20 вересня 1828 року генерал Арсу був біля річки Лемпа з 500 солдатами в пошуках Франсіско Моразана, коли він дізнався, що його війська капітулювали в Сан-Сальвадорі.  Арсу, побачивши, що він не може перемогти війська Франсіско Морасана, вдаючи хворобу, повернувся до Гватемали, залишивши свої війська під командуванням полковника Маріано Айчінени. Відступаючі війська  на чолі з полковником Антоніо де Айчіненою були перехоплені людьми Моразсна в Сан-Антоніо. 9 жовтня Айсінена був змушений здатися.  Після капітуляції Сан-Антоніо Сальвадор нарешті звільнився від вторгнення федеральних військ і 23 жовтня 1828 року генерал Морасан тріумфально в'їхав на площу Сан-Сальвадор.

## Війна в Гватемалі
Після очищеннВ Ауачапані Морасан зробив усе можливе, щоб організувати велику армію. Він попросив уряд Сальвадору надати йому 4000 чоловік, але мусив погодитися на 2000. Коли він був у змозі діяти на початку 1829 року, він послав дивізію під командуванням полковника Хуана Према, щоб увійти на територію Гватемали та взяти під свій контроль Чикімула.. Наказ Прем виконав, незважаючи на опір ворога. Незабаром після цього Морасан перекинув невеликі сили поблизу Гватемала-Сіті, щоб вибити ворога з окопів і змусити їхні війська дезертирувати. Тим часом полковник Вісенте Домінгес, який покинув Гватемала-Сіті з шістьма сотнями піхотинців, щоб атакувати Прем, почув про невеликі сили поблизу Гватемали; тоді Домінгес змінив свої плани і пішов за цим невеликим військом. Цією можливістю скористався Прем, який рушив із Закапи, а потім атакував війська Домінгеса, завдавши їм поразки 15 січня 1829 року. Після цих подій Морасан наказав Прему продовжити марш із тисячею чотирма сотнями чоловіків під його командуванням і зайняти позицію Сан-Хосе Пінула, поблизу столиці Гватемали.
Тим часом народ Антигуа-Гватемала організувався проти консервативного уряду Айсінени в Гватемалі та передав департамент Сакатепекес під охорону генерала Морасана, що прискорило вторгнення Морасана до Гватемали зі своєю Армією захисників закону, де його люди розташувалися в місті Сан - Хосе Пінула поблизу міста Гватемала. Військові дії в столиці почалися з невеликих сутичок перед урядовими укріпленнями. 15 лютого одна з найбільших дивізій Моразана під командуванням Кайетано де ла Серда була розгромлена федеральними військами під Мікско. Через цю поразку Морасан зняв облогу міста і зосередив свої сили на Антигуа. Дивізія федеральних військ слідувала за ним зі столиці під командуванням полковника Пачеко в напрямку Сумпанго в Сакатепекесі та Ель- Техара в Чимальтенанго з метою атакувати його в Антигуа. Але Пачеко розширив свої сили, залишивши частину з них у Сумпанго. Коли він прибув до Сан-Мігеліто 6 березня з меншою армією, він зазнав поразки від генерала Морасана,  що ще раз підняло моральний дух людей ліберального каудильйо.
Після перемоги під Сан-Мігеліто армія Морасана була збільшена, коли до його лав приєдналися гватемальські добровольці. 15 березня, коли Морасан і його армія прямували, щоб зайняти свої попередні позиції, він був перехоплений федеральними військами полковника Прадо на ранчо Лас Чаркас. Морасан, маючи перевагу, розгромив армію Прадо. Поле бою було всіяне трупами, союзники взяли багато полонених і захопили значну кількість зброї. Згодом Морасан повернувся, щоб відновити свої старі позиції в Сан-Хосе-Пінула та Ель-Асейтуно, і знову обложив місто Гватемала. Генерал Вервер — повноважний міністр короля Нідерландів перед Центральноамериканською федерацією, який перебував у регіоні для переговорів про будівництво міжокеанічного каналу в Нікарагуа за наказом короля Бельгії та Нідерландів —  намагався виступити посередником між державою Уряд і Морасан, але не змогли досягти згоди. Військові дії тривали з великим успіхом для союзної армії.
Щоб підготувати оборону міста, якому загрожували війська Моразана, 18 березня 1829 року Айчінена наказав застосовувати смертну кару до всіх, хто допомагає ворогові, він зробив прокламацію, в якій посилався на захист святості вівтарів і видав законодавче положення, згідно з яким ліберальні лідери Педро Моліна Мазарієгос, його син Естебан Моліна, Антоніо Рівера Кабесас і солдати Клето Ордоньєс, Ніколас Рауль та Ісідоро Сагет були оголошені ворогами країни та були залишені у в'язниці.  Але він все одно зазнав поразки.
12 квітня глава держави Гватемала Маріано де Айсінена-і-Піньйоль капітулював, і наступного дня Центральна площа була зайнята військами Морасана. Відразу після цього президента Арсе, Маріано Айчінену, Маріано Бельтранену та всіх офіційних осіб, які відіграли роль у війні, відправили до в’язниці. Після цих подій генерал Морасан очолював Центральну Америку протягом трьох місяців до 26 червня 1829 року, поки Конгрес не призначив сенатора Хуана Баррундіа президентом Центральної Америки з 25 червня 1829 року.  Морасан вигнав Айсінену та Піньоля, консервативного гватемальського аристократа, а також більшість члени клану Айсіненащо він разом зі своїми союзниками керував членами головних регулярних орденів і вищим духовенством католицької церкви.  Не задовольняючись вигнанням, він конфіскував усі їхні активи, які використав у наступні роки для фінансування своїх дорогих військових кампаній.
4 червня 1829 року уряд Морасан видав закон про застосування смертної кари для всіх членів клану Айчінена, які брали участь у консервативному уряді Гватемали — включно з Ірісаррі — до повернення в скарбницю заробітної плати за три роки його роботи та конфіскації всього його майна.  Ірісаррі вдалося втекти з сальвадорської в'язниці 7 січня 1830 року та вирушити в Акаджутлі в напрямку Гуаякіля в Еквадорі, де він знайшов притулок.

## Наслідки
Після перемоги в громадянській війні, Морасан залишався домінуючою фігурою Центральноамериканської федерації до самого її розпаду у 1838 року. Зазнавші поразки консерватори залягли в підпілля, де продовжили боротьбу проти Морасана, яка завершилася перемогю через 20 років і розпадом федерації.